# Přívoz
Přívoz (deutsch Priwoz, 1903–1920 und 1939–1945: Oderfurt, früher auch Prziwos) ist ein Ortsteil der Stadt Ostrava in Tschechien. Er gehört zum Stadtbezirk Moravská Ostrava a Přívoz und liegt drei Kilometer nordwestlich des Stadtzentrums von Ostrava.

## Geographie
Přívoz befindet sich rechtsseitig der Oder zwischen den Mündungen des Černý potok und der Ostravice. Nördlich erhebt sich der Landek (280 m). Im Nordwesten führt die im Mai 2008 fertiggestellte Autobahn D 1 zwischen Bílovec-Bohumín vorbei. In Přívoz liegt die Abfahrt 360 Ostrava-centrum. Gleichfalls auf dem Kataster von Přívoz liegt der Hauptbahnhof Ostrava (Ostrava hlavní nádraží), in dem die Bahnstrecke Ostrava-Frýdlant nad Ostravicí von der Hauptstrecke Wien-Kraków abzweigt.
Angrenzende Ortsteile sind Petřkovice und Koblov im Norden, Hrušov im Nordosten, Muglinov im Osten, Slezská Ostrava im Südosten, Moravská Ostrava im Süden, Mariánské Hory im Südwesten, Hošťálkovice und Lhotka im Westen sowie Bobrovníky im Nordwesten.

## Geschichte
Das ursprüngliche Straßendorf entstand zu Beginn des 13. Jahrhunderts entlang der alten Handelsstraße von Teschen nach Troppau an einer Fähre über die Oderschleifen. Wenig später wurde gegenüber dem Dorf die Burg Landek errichtet. Erstmals schriftlich erwähnt wurde Prsiewoz 1377 in einem Schriftstück des bischöflichen Lehnsgerichtes zu Olmütz in einem Verfahren gegen den Lehnsmann Friedrich von Kotojedy wegen Räuberei. Nachdem das Dorf 1389 zweigeteilt worden war, vereinte Mathias Felkel von Czechendorf 1524 beide Teile wieder. 1555 kaufte die Stadt Mährisch Ostrau das Dorf für 3700 auf. Priwoz blieb bis zur Aufhebung der Patrimonialherrschaft eines der Mährisch Ostrauer Ratsdörfer. Nach der schlesischen Teilung lag das mährische Dorf von 1742 bis 1918 am Dreiländereck zwischen Mähren, Preußisch Schlesien und Österreichisch-Schlesien.
1843 lebten in Priwoz 424 Menschen. Durch den Bau der Kaiser Ferdinands-Nordbahn wurde Priwoz 1847 an die Hauptstrecke von Wien nach Krakau angeschlossen. Der Bahnhof Mährisch Ostrau-Priwoz entstand 500 Meter südwestlich des Dorfes auf freiem Feld. 1849 eröffneten die Gebrüder Klein die Steinkohlenzeche František, die zwei Jahre später die erste Kohle förderte.
Ab 1850 bildete Priwoz eine Gemeinde im Bezirk Mistek. Salomon Rothschild ließ eine Anschlussbahn zu seinen Witkowitzer Eisenwerke und der Grube Caroline erbauen, die 1855 fertiggestellt war. Die Kaiser-Ferdinands-Nordbahn kaufte die Montanbahn auf und baute sie 1862 bis Michalkowitz weiter und schließlich 1870 noch bis Dombrowa und Orlau. Nachdem 1869 noch die k.k. priv. Ostrau-Friedlander Eisenbahn von Priwoz nach Friedland den Verkehr aufgenommen hatte, war der Bahnhof Priwoz zu einem der größten Eisenbahnknoten an der Ferdinands-Nordbahn geworden. 1882 wurde für die Straße nach Hultschin eine Brücke über die Oder errichtet. Durch den zunehmenden Bergbau wuchs das Dorf an, es entstanden mehrere Bergarbeiterkolonien. Der planmäßige Ausbau von Priwoz zu einer städtischen Struktur wurde dem Wiener Architekten Camillo Sitte übertragen, der später für seine Verdienste die Ehrenbürgerwürde von Priwoz erhielt. Nach Sittes Plänen entstanden in den 1890er Jahren ein Rathaus und eine Pfarrkirche. Für die Eisenbahner und Industriearbeiter wurden Mietshäuser errichtet. Im Jahr 1900 wurde Priwoz dem neuen Bezirk Mährisch Ostrau zugeordnet. 1894 entstand eine Straßenbahnverbindung mit Mährisch Ostrau. Am 2. August 1900 erfolgte die Erhebung der auf 10.873 Einwohner angewachsenen Gemeinde zur Stadt. Zu dieser Zeit wurde der Ort eine von deutschsprachigen Bewohnern dominierte (im Jahr 1900 5304 oder 48,8 %) Bergarbeiterstadt. Sie fasste den Beschluss zur Änderung des Stadtnamens in Oderfurt, der mit Beginn des Jahres 1903 wirksam wurde. Damals waren die Polen die drittgrößte Minderheit in der Stadt (1900: fast 2000 oder 20 %), die sich jedoch später schnell tschechisierten. 1909 nahm eine Großkokerei den Betrieb auf. Weiterhin bestanden ein Zinkwalzwerk, eine Mineralölraffinerie, eine Maschinenfabrik und Eisenbahnwerkstätte.
Auf der Grundlage des von Sitte erstellten Stadtentwicklungsplanes entstand von 1870 bis 1926 die Arbeitersiedlung an der Grube František, zwischen 1906 und 1926 folgte eine weitere an der Kokerei František und zwischen 1910 und 1912 entstand die dritte Kolonie an der Oder. Nach der Gründung der Tschechoslowakei erfolgte 1920 die Rückbenennung in Přívoz. Im selben Jahre erfolgte die Angliederung des nördlich angrenzenden Hultschiner Ländchens, dadurch war Přívoz keine Grenzstadt zum Deutschen Reich mehr. 1921 hatte die Stadt 17.351 Einwohner. Im Jahre 1924 wurde Přívoz im Zuge der Pläne zur Schaffung eines „Groß Ostrau“ nach Mährisch Ostrau eingemeindet. Seit 1990 bildet der Ortsteil zusammen mit Moravská Ostrava den Stadtbezirk Moravská Ostrava a Přívoz. 1991 hatte der Ort 4280 Einwohner. Im Jahre 2001 bestand Přívoz aus 357 Wohnhäusern, in denen 4691 Menschen lebten.

## Sehenswürdigkeiten

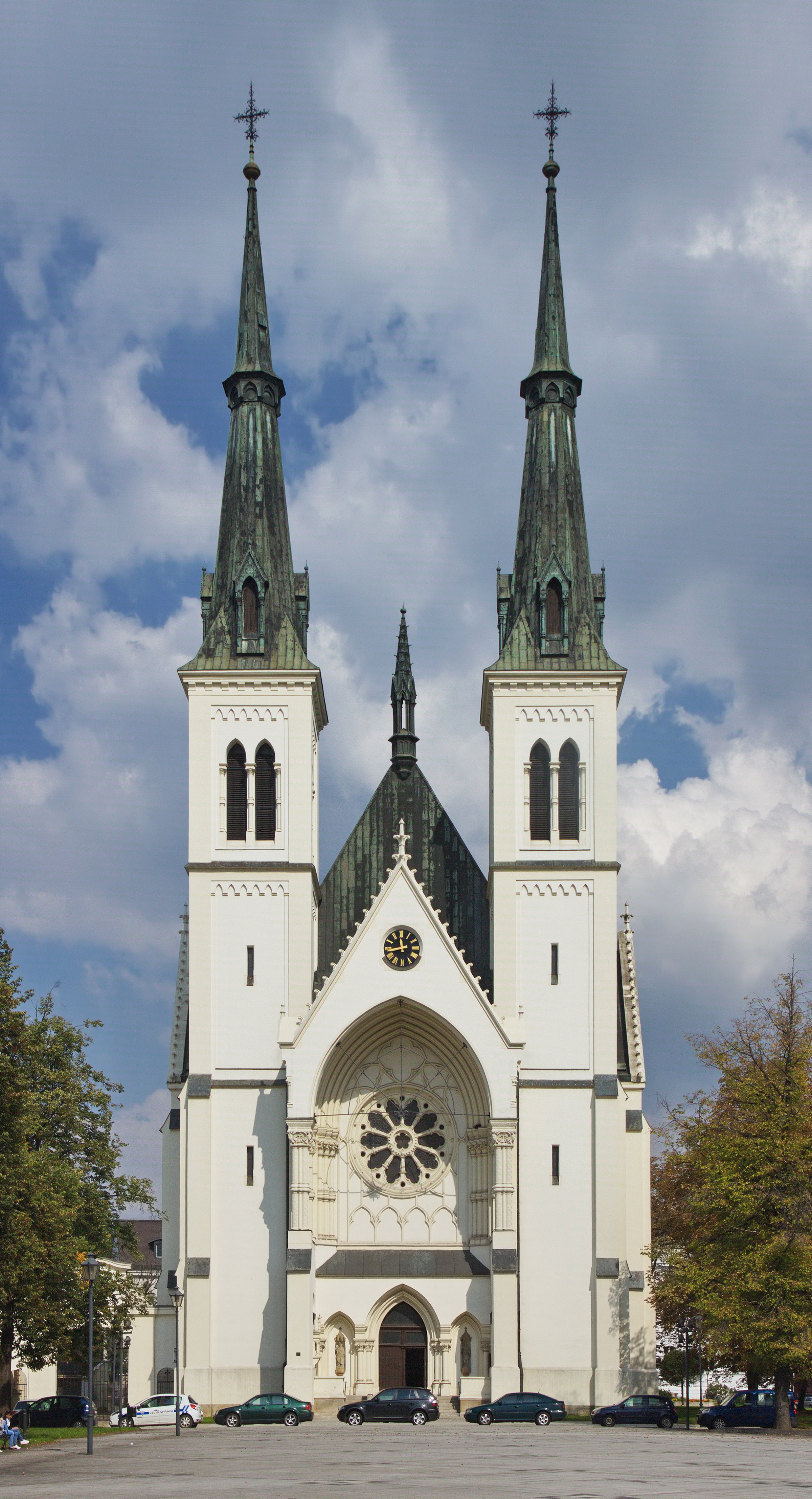
Pfarrkirche in Přívoz

- Feuerwehrmuseum Ostrava, 2005 im früheren Sparkassengebäude und Feuerwehrstützpunkt von Přívoz eingerichtet
- Neobarockes Rathaus, erbaut 1896–1897 nach Plänen von Camillo Sitte, heute Stadtarchiv von Ostrava
- Neogotische Pfarrkirche der Unbefleckten Empfängnis der Jungfrau Maria, erbaut 1898–1899 von Camillo Sitte

## Söhne und Töchter des Ortes
- Hans Otto Löwenstein (1881–1931), österreichischer Filmregisseur
- Gustav Heinisch (1892–1979), österreichischer Bergingenieur
- Gilda Langer (1896–1920), deutsche Schauspielerin
- Hans Schoszberger (1907–1997), deutscher Architekt